# Aquiles
Aquiles (em grego:  Ἀχιλλεύς, transl.: Achilléus), na mitologia grega, foi um herói da Grécia, um dos participantes da Guerra de Troia e o protagonista e maior guerreiro da Ilíada, de Homero.
Aquiles tem ainda a característica de ser loiro e o mais belo dos heróis reunidos contra Troia, assim como o melhor entre eles. A figura de Aquiles foi sendo moldada por diversos autores num espaço de mil anos, o que explica suas diversas contradições. A mais conhecida é a que fala que Aquiles era invulnerável em todo o seu corpo por se banhar no rio Estige, exceto em seu calcanhar (conforme um poema de Estácio, no século I). Segundo estas versões de seu mito, sua morte teria sido causada por uma flecha envenenada que o teria atingido exatamente nesta parte de seu corpo, desprotegida da armadura. A expressão "calcanhar de Aquiles", que indica a principal fraqueza de alguém, teria aí a sua origem.
As obras literárias (e artísticas em geral) em que Aquiles aparece como herói são abundantes. Para além da Ilíada e da Odisseia - onde é mostrada o destino de Aquiles após a sua morte - pode-se destacar, ainda, a tragédia Ifigénia em Áulide, de Eurípides, "imitada" mais tarde pelo dramaturgo francês Jean Racine (1674) e transformada em ópera pelo compositor alemão Christoph Willibald Gluck (1774), além das artes plásticas, onde podem ser encontradas, além das diversas pinturas de vasos e esculturas do próprio período da Antiguidade Clássica, telas de Peter Paul Rubens, David Teniers, o Jovem, Jean-Auguste Dominique Ingres, Eugène Delacroix e muitos outros, que retratam as suas múltiplas façanhas.

## Nome
O nome de Aquiles pode ser interpretado como uma combinação de ἄχος (achos), "luto" e λαός (laos), "povo", "tribo", "nação", etc. Em outras palavras, Aquiles seria uma personificação do luto das pessoas, luto sendo um dos temas que é levantado por muitas vezes na Ilíada (muitas delas pelo próprio Aquiles). O papel de Aquiles como herói do luto forma, assim, um contraste irônico com a visão convencional, que o apresenta como um herói de kleos ("glória", especialmente na guerra).
Laos foi interpretado como "um corpo de soldados"; neste sentido, o nome teria um sentido duplo, no poema; quando o herói atua da maneira correta, seus homens trazem luto ao inimigo; da maneira errada, são os seus homens que sentem o luto e a dor da guerra. O poema fala, em parte, sobre a má direção da ira por parte dos líderes.
O nome Achilleus passou a ser um nome comum e presente entre os gregos desde o início do século VII a.C. Foi transformado para a forma feminina Ἀχιλλεία (Achilleía), atestada pela primeira vez na Ática, no século IV a.C., e Achillia, encontrada num relevo de Halicarnasso como nome de uma gladiadora lutando contra Amazonia ("amazonas"). Os jogos gladiatórios romanos frequentemente reverenciavam a mitologia clássica, e esta parece ser uma referência à luta de Aquiles contra a rainha amazona Pentesileia, com um toque curioso de mostrar o herói na forma de uma mulher.

## Nascimento
Aquiles era o filho da nereida Tétis e de Peleu, rei dos mirmidões. Tétis era uma das várias filhas de Nereu e Doris e Peleu era filho de Éaco e Endeis. Zeus e Posídon haviam sido rivais pela mão de Tétis até que Prometeu, o responsável por trazer o fogo aos humanos, alertou Zeus a respeito de uma profecia que dizia que Tétis daria luz a um filho ainda maior que seu pai. Por este motivo, os dois deuses desistiram de cortejá-la, e fizeram-na se casar com Peleu.
Como em boa parte da mitologia grega, existe uma versão da lenda que oferece uma versão alternativa destes eventos: na Argonáutica Hera alude à casta resistência de Tétis aos avanços de Zeus, e que Tétis teria sido tão leal aos laços matrimoniais de Hera que o rejeitou de maneira fria.

## O calcanhar de Aquiles

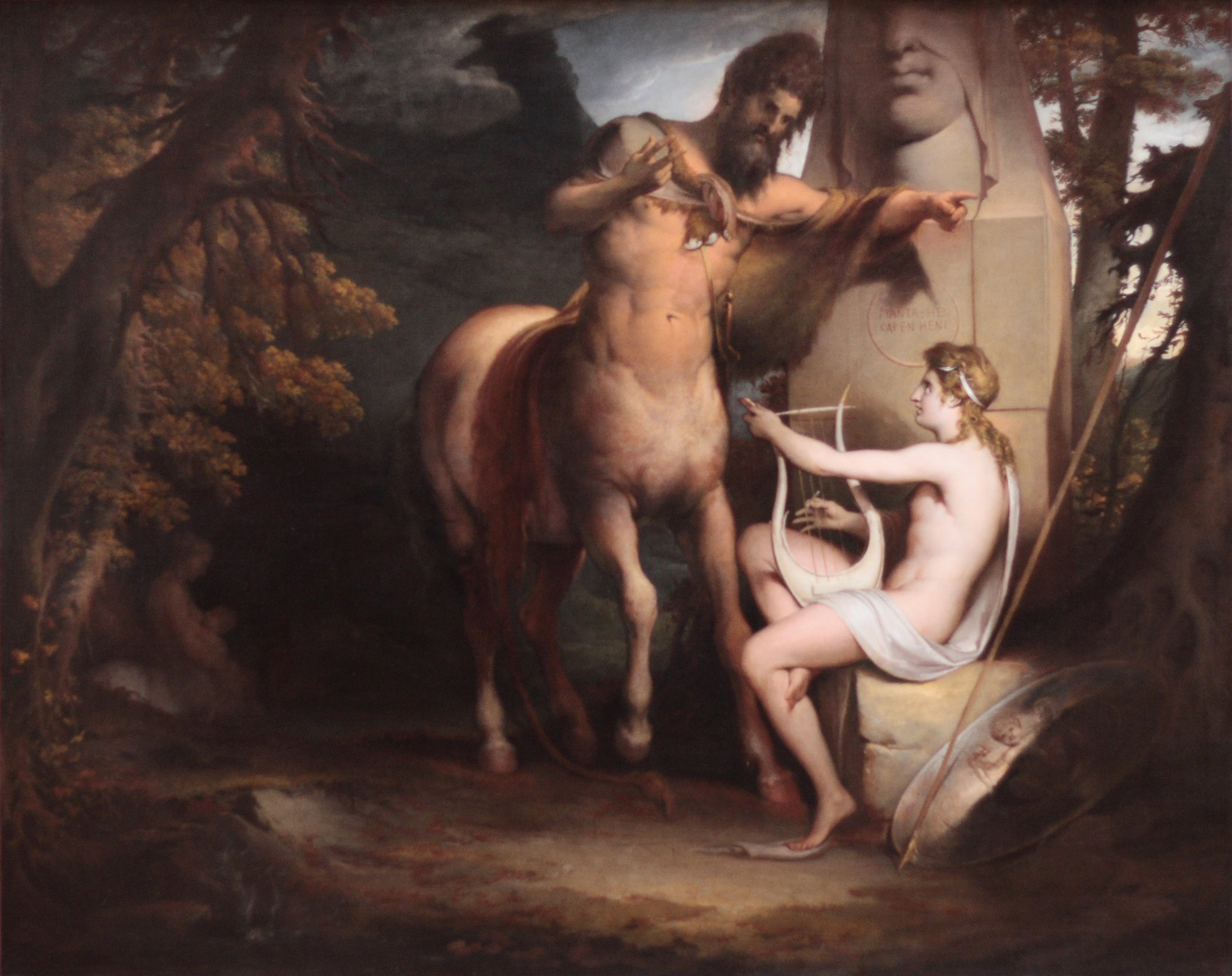
A Educação de Aquiles
James Barry, ca. 1772

De acordo com um fragmento de um Achilleis — a Aquilíada, escrita por Estácio no século I, ou seja, quase mil anos depois da Ilíada - quando Aquiles nasceu, Tétis teria tentado fazê-lo imortal, mergulhando-o no rio Estige; deixou-o, no entanto, vulnerável na parte do corpo pelo qual ela o segurava, seu calcanhar (ver calcanhar de Aquiles, tendão de Aquiles). Não está claro, no entanto, se esta versão do mito era conhecida anteriormente. É certo, porém, que Homero, nos séculos IX-VIII a.C., a desconhecia, e também Ovídio, no século I a.C. Em outra versão, Tétis ungiu o filho com ambrosia e o colocou sobre o fogo, para que suas partes mortais fossem queimadas; foi interrompida por Peleu, no entanto, e acabou abandonando pai e filho, furiosa.
Nenhuma das fontes anteriores a Estácio, no entanto, faz qualquer referência a esta invulnerabilidade física do personagem; ao contrário, na própria Ilíada Homero descreve Aquiles sendo ferido: no livro 21 Asteropeu, o herói Peônio, filho de Pélago, desafia Aquiles nas margens do rio Escamandro; arremessa duas lanças ao mesmo tempo, uma das quais atinge o calcanhar de Aquiles, "tirando um jorro de sangue".
Também nos fragmentos de poemas do Ciclo Épico, onde podem ser encontradas as descrições da morte do herói, Cípria (de autoria desconhecida), Etiópida (de Arctino), a Pequena Ilíada (de Lesco de Mitilene), entre outras, não existe qualquer indicação ou referência à sua invulnerabilidade ou ao seu célebre ponto fraco no calcanhar; nas pinturas em vasos feitas mais tarde, que representam a morte de Aquiles, a flecha (ou, em muitas casos, as flechas) o atingem no corpo.

## Educação
Peleu confiou Aquiles a Quíron, o centauro, no monte Pélion, para lá ser criado. O centauro encarregou-se da educação do jovem, alimentou-o com mel de abelhas, medula de ursos e de javalis e vísceras de leões. Ao mesmo tempo, iniciou-o na vida rude, em contato com a natureza; exercitou-o na caça, no adestramento dos cavalos, na medicina, na música e, sobretudo, obrigou-o a praticar a virtude. Aquiles tornou-se um adolescente muito belo, loiro, de olhos vivos, intrépido, simultaneamente capaz da maior ternura e da maior violência.
Peleu deu ainda ao seu filho um segundo preceptor, Fénix, um homem de grande sabedoria, que instruiu o príncipe nas artes da oratória e da guerra. Juntamente com Aquiles, foi educado Pátroclo, seu amigo, filho do rei da Lócrida, Menécio.

### Aquiles na corte do rei Licomedes

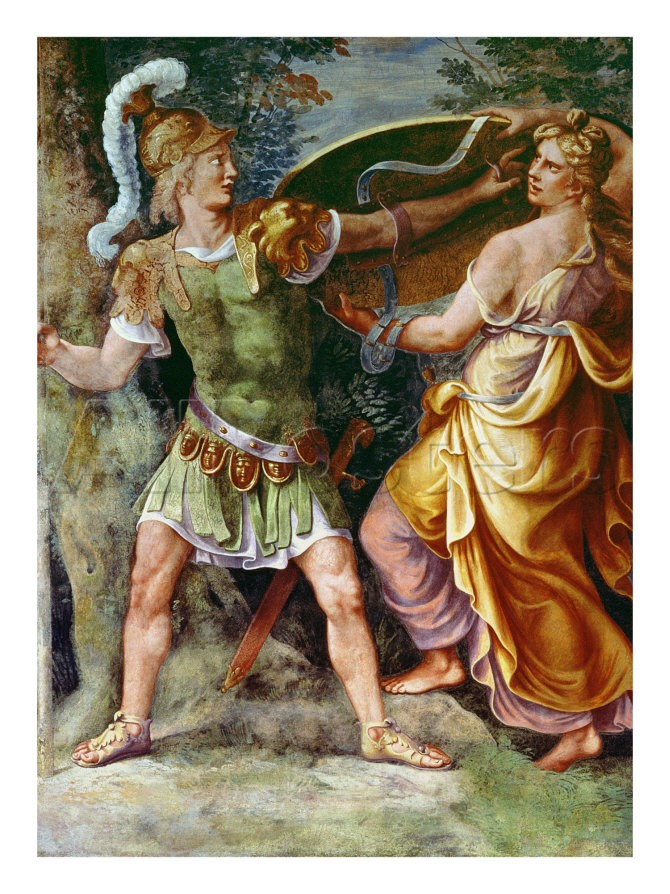
Tétis dando a Aquiles suas armas
por Giulio Romano, século XVI

O adivinho Calcas havia declarado, quando Aquiles tinha nove anos de idade, que Troia só poderia ser tomada com a ajuda de Aquiles. Tétis tinha o pressentimento de que Aquiles morreria na guerra. Apavorada, Tétis tratou de disfarçar o seu filho de mulher e o enviou para a corte do rei Licomedes, na ilha de Esquiro, para que ele fosse educado no gineceu, junto às filhas virgens do rei, disfarçado com o nome de Pirra ("loira" ou "ruiva").
Entretanto, os gregos enviaram Odisseu como embaixador à corte de Peleu, a fim de que ele trouxesse o indispensável Aquiles, mas como este não foi encontrado, recorreram a Calcas, que lhes revelou o embuste. Odisseu se disfarçou, então, de mercador, e dirigiu-se ao palácio de Licomedes, conseguindo entrar no gineceu. Ele expôs, perante os olhos maravilhados das princesas, os mais ricos adornos; entre os tecidos e as joias, no entanto, estavam escondidos um escudo e uma lança. Odisseu fez soar a trombeta da guerra, quando a pretensa Pirra correu para se armar, se revelando. Aquiles então concorda em participar da guerra.
Entretanto, uma das filhas de Licomedes, Deidamia, que já há muito tempo conhecia a verdadeira identidade de Aquiles, apresentou-se grávida, embora o nascimento do seu filho só aconteça após a partida do herói. Este recebeu o nome de Neoptólemo, e a alcunha de Pirro (pelo nome de seu pai). Entretanto, alguns versos da Ilíada (XIX, 315-337) indicam que Aquiles já o conhecia antes de sua partida, embora ainda fosse uma criança. A própria cronologia sugere isso, pois o filho de Aquiles vai participar da guerra, dez anos depois.
Odisseu conduziu então Aquiles para junto de seus pais. Tétis, assustada com o insucesso do seu estratagema, fez insistentes recomendações a seu filho: a sua vida seria tanto mais longa quanto mais obscura ele a mantivesse. Mas Aquiles recusou os conselhos de sua mãe. Nada lhe importava mais do que o brilho da glória e, por mais que os oráculos previssem a sua morte em Troia - como consequência de ter matado um filho de Apolo - ele não descansou enquanto seu pai não lhe concedeu um exército e uma frota. Peleu dotou-o então com cinquenta navios e confiou-lhe as armas que os deuses lhe tinham oferecido no dia do seu casamento. Aquiles partiu, levando consigo o seu fiel preceptor Fénix, assim como também, o seu fiel e inseparável amigo Pátroclo.

## Aquiles na Guerra de Troia

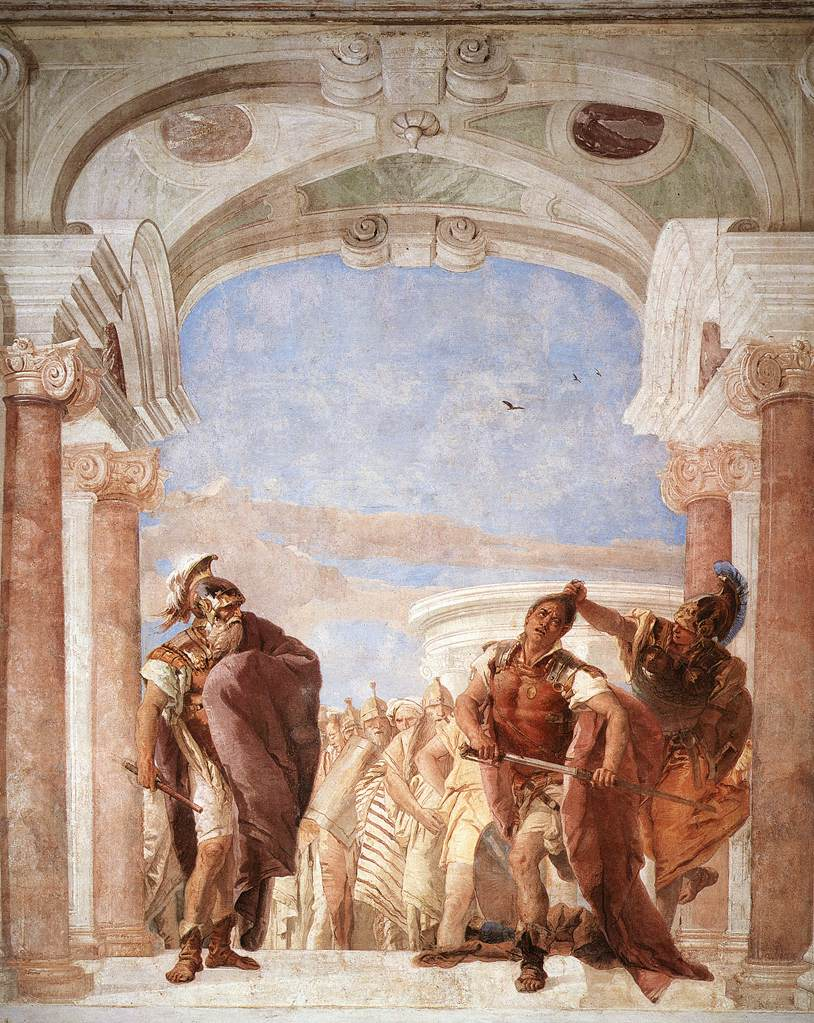
A Fúria de Aquiles
de Giovanni Battista Tiepolo

Aquiles é mencionado já nos dois primeiros versos da Ilíada:
μῆνιν ἄειδε θεὰ Πηληϊάδεω Ἀχιλῆος
οὐλομένην, ἣ μυρί' Ἀχαιοῖς ἄλγε' ἔθηκεν,
Cante, deusa, da ira, do filho de Peleu, Aquiles,
a amaldiçoada ira, que trouxe dor a milhares dos aqueus.
Aquiles é o único mortal a experimentar a ira devoradora; se sua raiva pode, por vezes, hesitar, noutros momentos ela não pode ser resfriada. A humanização de Aquiles através dos eventos da guerra é um importante tema da narrativa da obra.

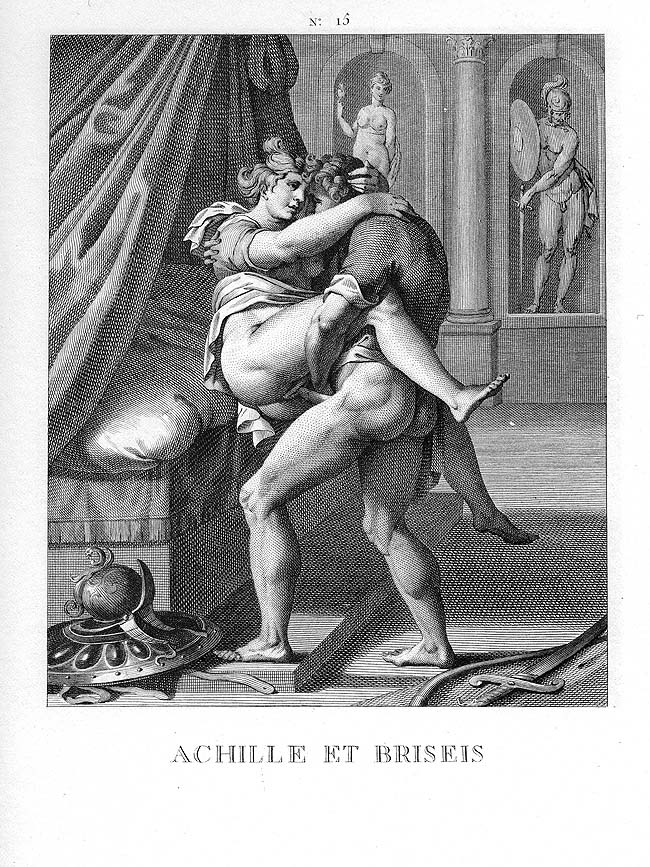
Achille et Briseis
Agostino Carracci, 1798

### Télefo
Assim que os gregos partem para a Guerra de Troia, eles fazem uma parada acidental na Mísia, na Ásia Menor, governada então pelo rei Télefo. Na batalha que se seguiu Aquiles provocou no próprio Télefo uma ferida que não cicatrizava jamais; Télefo consultou um oráculo, que afirmou que "aquele que feriu deverá curar". Guiado pelo oráculo, foi levado a Argos, onde Aquiles o curou, e acabou por se tornar seu guia na viagem a Troia.
De acordo com relatos sobre a peça perdida de Eurípides sobre Télefo, ele teria ido a Áulide fingindo ser um mendigo, e pedido a Aquiles que curasse sua ferida; este recusou, afirmando não ter conhecimentos de medicina. Ainda noutra versão, Télefo teria sequestrado Orestes e pedido um resgate para libertá-lo, que seria a ajuda de Aquiles para curar a ferida. Odisseu teria argumentado que a lança de Aquiles causou a ferida e, portanto, ela deveria poder curá-la. Pedaços da lança foram então raspados sobre a ferida, e Télefo foi curado.

### Élida e Tenedo
Regressados ao porto de Élida - oito anos mais tarde - para se reagruparem após esta expedição fracassada, os gregos foram imobilizados pela força dos ventos. Agamemnon, o chefe dos exércitos aqueus, tendo sabido através do oráculo que os ventos não soprariam a seu favor a não ser que sacrificasse a sua filha Ifigénia, imaginou que a melhor maneira de a atrair, sem suspeitas, seria propondo-lhe casamento com Aquiles. Quando o herói teve conhecimento do embuste em que fora envolvido sem saber, censurou violentamente o "rei dos reis": e esta será a primeira querela com Agamemnon.
Após o cumprimento do sacrifício de Ifigénia, os deuses permitiram aos ventos que soprassem, e assim a frota grega pôde navegar, fazendo escala na ilha de Tenedo, ao largo de Troia. Não se sabe ao certo se o rei da ilha, Tenes, teria simplesmente se oposto ao desembarque dos gregos, ou antes tentado proteger a sua irmã das intenções de Aquiles; qualquer que seja a resposta, a verdade é que ele acabou sendo morto pelo herói. Como Tenes era, no entanto, filho de Apolo, seu destino foi traçado ali - mesmo que Aquiles lhe tenha prestado um serviço fúnebre cheio de pompa.

### Cicno de Colonas
De acordo com a Cípria, com o resto do Ciclo Épico e as tradições narradas por Plutarco e pelo acadêmico bizantino João Tzetzes, quando os navios gregos chegaram a Troia, Aquiles teria lutado contra Cicno de Colonas, um filho de Posídon, e o matado.

### Troilo
De acordo com a Cípria (a parte do Ciclo Épico que narra os eventos da Guerra de Troia antes da "ira de Aquiles"), quando os aqueus desejaram retornar para suas casas, foram impedidos por Aquiles, que posteriormente atacou o gado de Eneias, saqueou as cidades vizinhas e matou Troilo.
De acordo com Dares, o Frígio, em seu Relato da Destruição de Troia, o sumário em latim através do qual a história de Aquiles foi transmitida à Europa medieval, Troilo era um jovem príncipe troiano, o mais novo dos cinco filhos legítimos de Príamo (ou, por vezes, de Apolo) e de Hécuba. Apesar de sua pouca idade, foi um dos principais líderes guerreiros troianos. Profecias ligavam o destino de Troilo ao de Troia, e por isso ele sofreu uma emboscada, numa tentativa de aprisioná-lo.
Aquiles, no entanto, fascinado com a beleza tanto de Troilo como de sua irmã Polixena, e, arrebatado pelo desejo, dirigiu suas atenções sexuais ao jovem - que, ao recusar-se a ceder aos avanços de Aquiles, viu-se decapitado sobre um altar de Apolo. Versões posteriores da história sugeriram que Troilo teria sido morto acidentalmente por Aquiles, num abraço caloroso entre amantes; nesta versão do mito, a morte de Aquiles teria vindo como uma retribuição por este sacrilégio. Os escritores antigos retrataram Troilo como a epítome de uma criança morta, pranteada por seus pais. Nas palavras do primeiro Mitógrafo Vaticano, se Troilo tivesse chegado à idade adulta, Troia teria sido invencível.

### NaIlíada

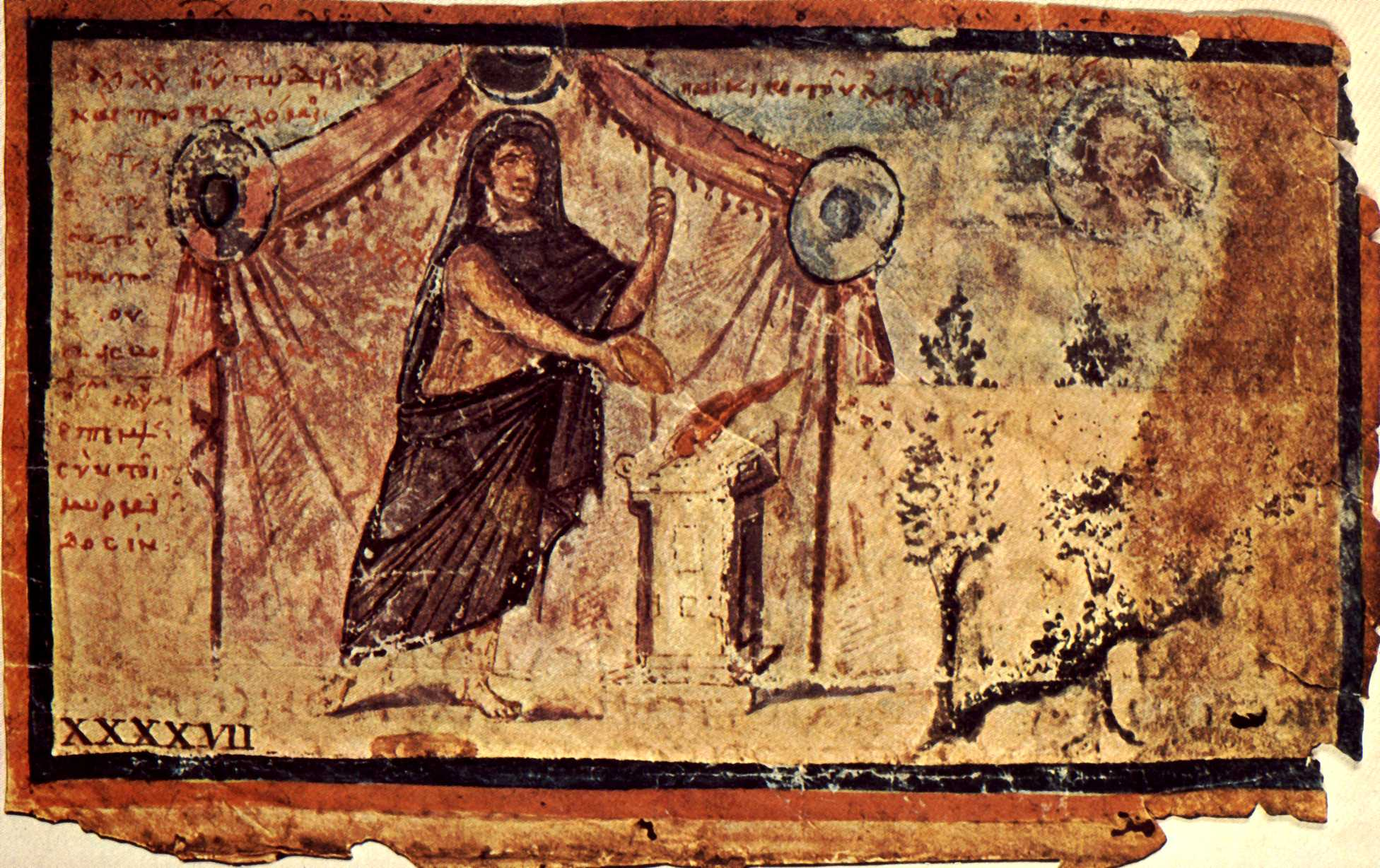
Aquiles fazendo um sacrifício a Zeus
da Ilíada Ambrosiana, manuscrito com iluminuras, século V

A Ilíada de Homero é a narrativa mais famosa dos feitos de Aquiles na Guerra de Troia. O épico homérico cobre apenas algumas poucas semanas do conflito, e não descreve a morte de Aquiles. Ela se inicia com o herói se retirando da batalha, após se ver desonrado por Agamemnon, comandante das forças aqueias. Agamemnon havia capturado uma mulher chamada Criseida como sua escrava; seu pai, Crises, sacerdote do deus Apolo, implorou a Agamemnon que a devolvesse a ele, em vão. Como punição, Apolo fez uma praga recair sobre os gregos. O profeta Calcas conseguiu determinar com sucesso a origem dos problemas, porém não ousou se manifestar até que Aquiles jurasse protegê-lo. Agamemnon consentiu então em retornar Criseida a seu pai, porém ordenou que o prêmio obtido por Aquiles durante a batalha, a escrava Briseida, lhe fosse trazida como substituta de Criseida. Irado com a desonra (e, como ele viria a dizer posteriormente, porque amava Briseida) e incitado por Tétis, sua mãe, Aquiles recusou-se a lutar ou liderar suas tropas junto com as forças gregas.
À medida que a batalha começou a tomar um rumo desfavorável aos gregos, Nestor declarou que os troianos estavam vencendo porque Agamemnon havia enfurecido a Aquiles, e instigou o líder aqueu a fazer as pazes com o guerreiro. Agamemnon concordou e enviou Odisseu e mais outros dois líderes até Aquiles, oferecendo o retorno de Briseida e outros presentes. Aquiles recusou, e ainda instou os gregos a velejarem de volta para casa, como ele planejava fazer. Eventualmente, no entanto, ansioso por obter glória, a despeito de sua ausência no campo de batalha, Aquiles orou para sua mãe, pedindo a ela que intercedesse a seu favor junto a Zeus, favorecendo os troianos - que, liderados por Heitor, acabaram efetivamente por empurrar o exército grego rumo aos seus acampamentos na praia, e tomaram de assalto seus navios.
Com as tropas gregas à beira da completa destruição, Pátroclo liderou os mirmidões na batalha, passando-se por Aquiles após vestir sua armadura e usar seu carro de batalha. Pátroclo obteve sucesso ao expulsar os troianos das praias ocupadas pelos gregos, porém acabou sendo morto por Heitor antes que pudesse organizar o contra-ataque à cidade de Troia.

### A vingança de Aquiles

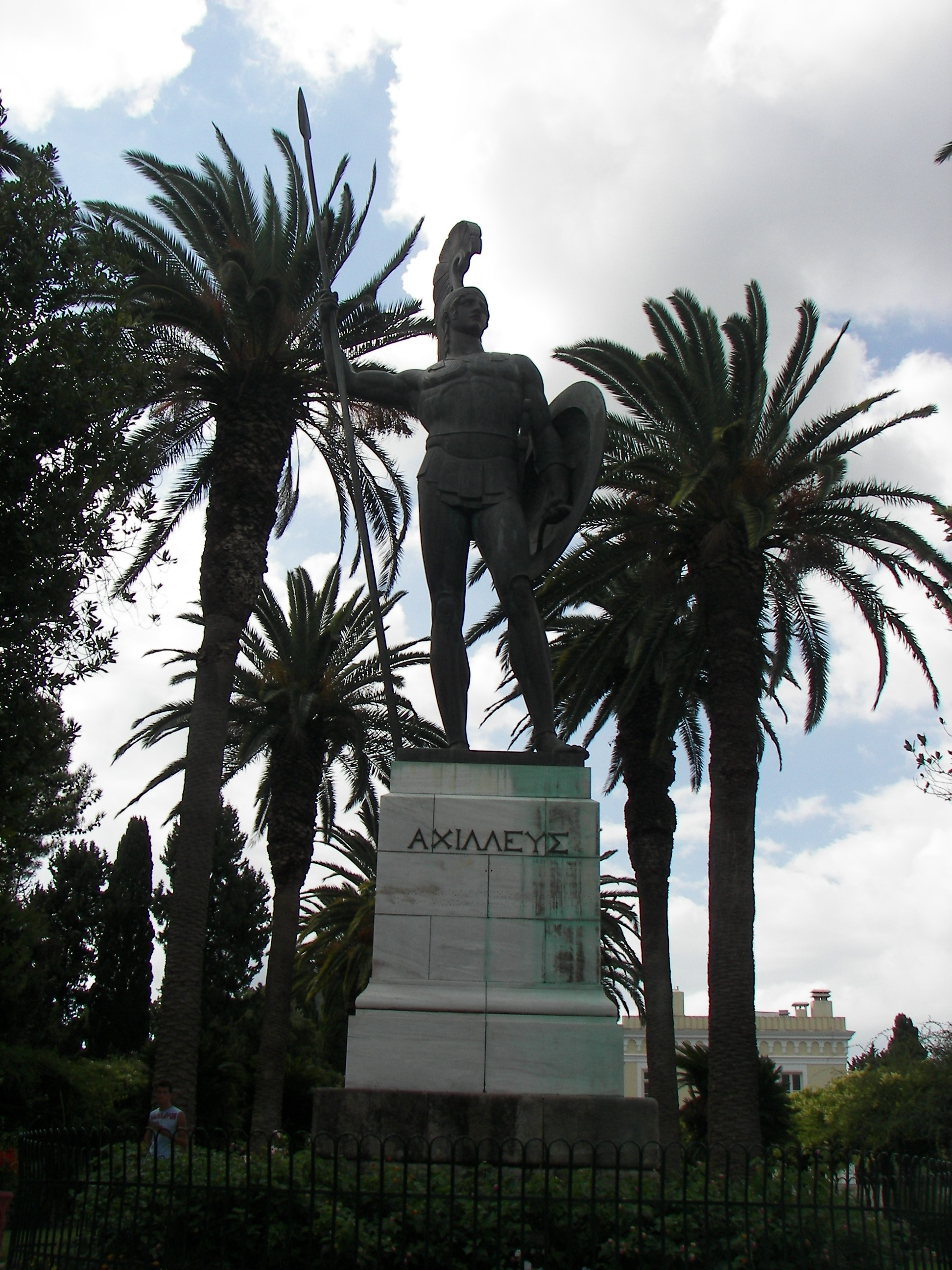
Aquiles como guardião do palácio
Jardins do Achilleion, Corfu

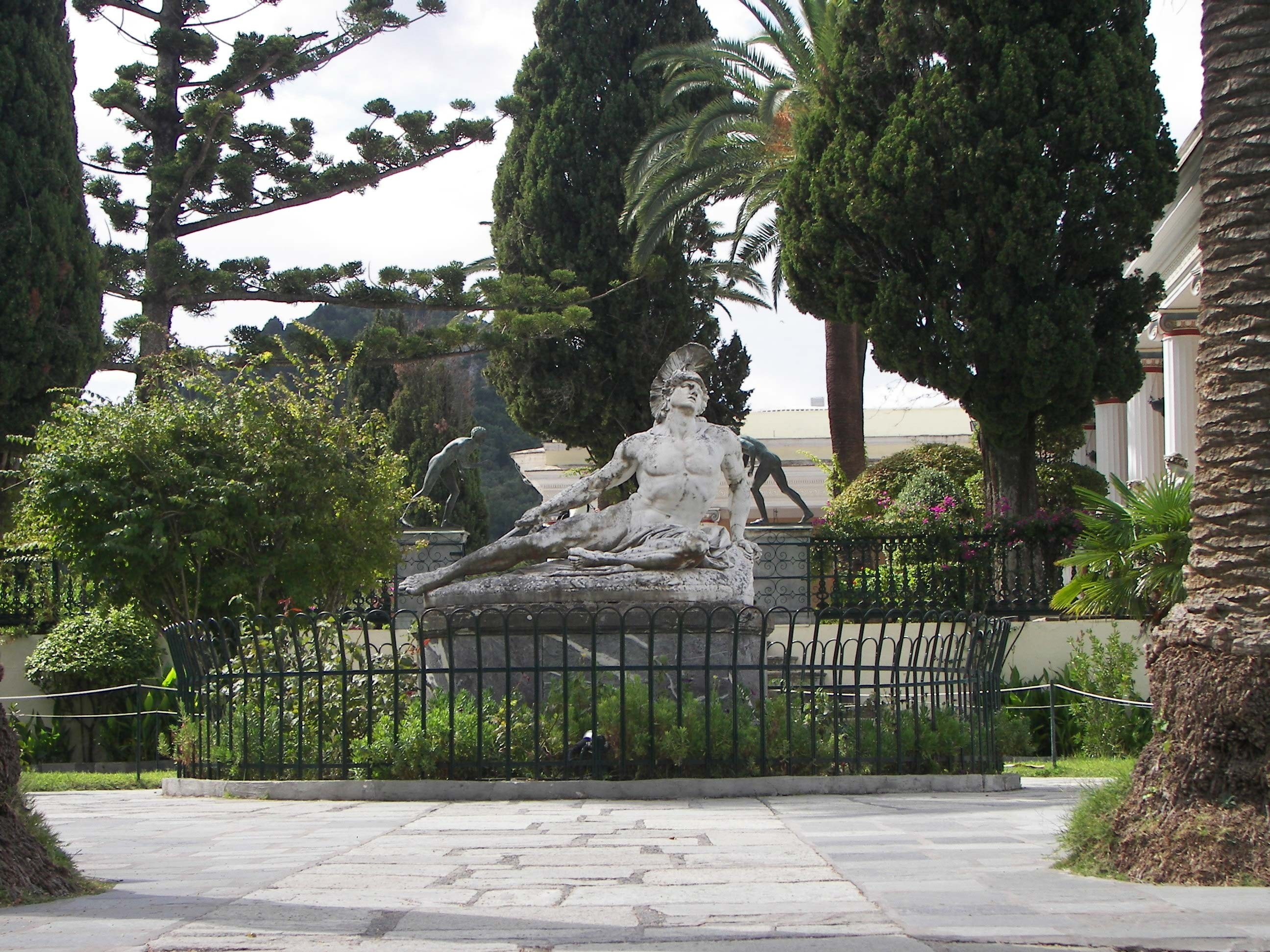
Aquiles morrendo
Jardins do Achilleion, Corfu

Após receber de Antíloco, filho de Nestor, as notícias da morte de Pátroclo, Aquiles sofreu muito com a morte de seu amigo, e realizou diversos jogos fúnebres em sua honra. Sua mãe, Tétis, também tenta confortar um Aquiles atormentado, e convence Hefesto a fazer-lhe uma nova armadura, no lugar daquela que Pátroclo vestia, e que fora levada por Heitor. A nova armadura contava com o Escudo de Aquiles, descrito com riqueza de detalhes pelo poeta.
Furioso com a morte de Pátroclo, Aquiles reconsidera sua decisão de se afastar do combate, e voltou à batalha, matando diversos homens em sua fúria - sempre à procura de Heitor. O herói chegou mesmo a lutar contra o deus-rio Escamandro, que havia se enfurecido por Aquiles ter sufocado suas águas com todos os homens que ele havia matado. O deus estava prestes a afogar Aquiles quando foi interrompido por Hera e Hefesto; e o próprio Zeus, ao perceber a dimensão da fúria de Aquiles, enviou os deuses para contê-lo, para que ele não saqueasse sozinho a própria Troia - indicando que a fúria de Aquiles, se não fosse obstruída, poderia desafiar o próprio destino, já que Troia não deveria ser destruída ainda.
Finalmente, Aquiles encontrou sua presa; após perseguir Heitor em torno das muralhas de Troia por três vezes, até que a deusa Atena - que havia assumido a forma do irmão favorito de Heitor, Deífobo - convenceu Heitor a parar de fugir e enfrentar Aquiles, cara a cara. Quando Heitor percebeu que havia sido enganado, soube que sua morte era inevitável e aceitou seu destino; desejoso de morrer lutando, atacou Aquiles com sua única arma, sua espada. Aquiles obteve finalmente sua vingança, matando Heitor com um único golpe no pescoço. Amarrou então o corpo do derrotado ao seu carro, e o arrastou pelo campo de batalha por nove dias.
Com a ajuda do deus Hermes, o pai de Heitor, Príamo, foi à tenda de Aquiles durante uma noite e implorou-lhe que permitisse realizar os ritos fúnebres que seu filho merecia. A última passagem da Ilíada é o funeral de Heitor, após o qual o destino de Troia era apenas uma questão de tempo.

#### Pentesileia
Após esta trégua temporária com Príamo, Aquiles derrotou em combate e matou a rainha amazona, Pentesileia, mais tarde lamentando sua morte. Inicialmente distraído por sua beleza, ele não lutou de maneira tão intensa quanto de costume; ao perceber, no entanto, que sua distração estava colocando em risco sua vida, devido às habilidades de combate da rainha guerreira, concentrou-se novamente e conseguiu matá-la.
Enquanto Aquiles lamentava a morte de tão rara beleza, um notório tumultuador grego, chamado Térsites, começou a rir e caçoar dele, sugerindo que o herói estaria apaixonado pela falecida; perturbado com tamanha falta de sensibilidade e de respeito, Aquiles socou Térsites no rosto com fúria, matando-o imediatamente. Embora Homero tenha retratado Térsites como um indivíduo claramente de baixo nível social, as tradições posteriores o descreveram como sendo um parente de Diomedes - o que teria levado Aquiles a viajar até a ilha de Lesbos, em busca de purificação.
Segundo o diário de Díctis de Creta, a história foi diferente. Pentesileia chegou durante os funerais de Heitor, trazendo um exército de amazonas e aliados, e atacou os gregos, sem a ajuda dos troianos. Aquiles feriu Pentesileia, puxou-a pelo cabelo, e derrubou-a do cavalo, o que causou a fuga do seu exército. Pentesileia ainda estava viva, e os gregos discutiram o que fazer com ela: jogá-la no rio ou dá-la para os cachorros dilacerarem, mas Aquiles queria deixá-la morrer naturalmente (pelas feridas) e enterrá-la. Diomedes acabou tendo sua ideia aprovada por unanimidade, e a amazona foi jogada no rio Escamandro para morrer afogada - um ato que Díctis considerou cruel e bárbaro.

#### Mêmnon, e a queda de Aquiles

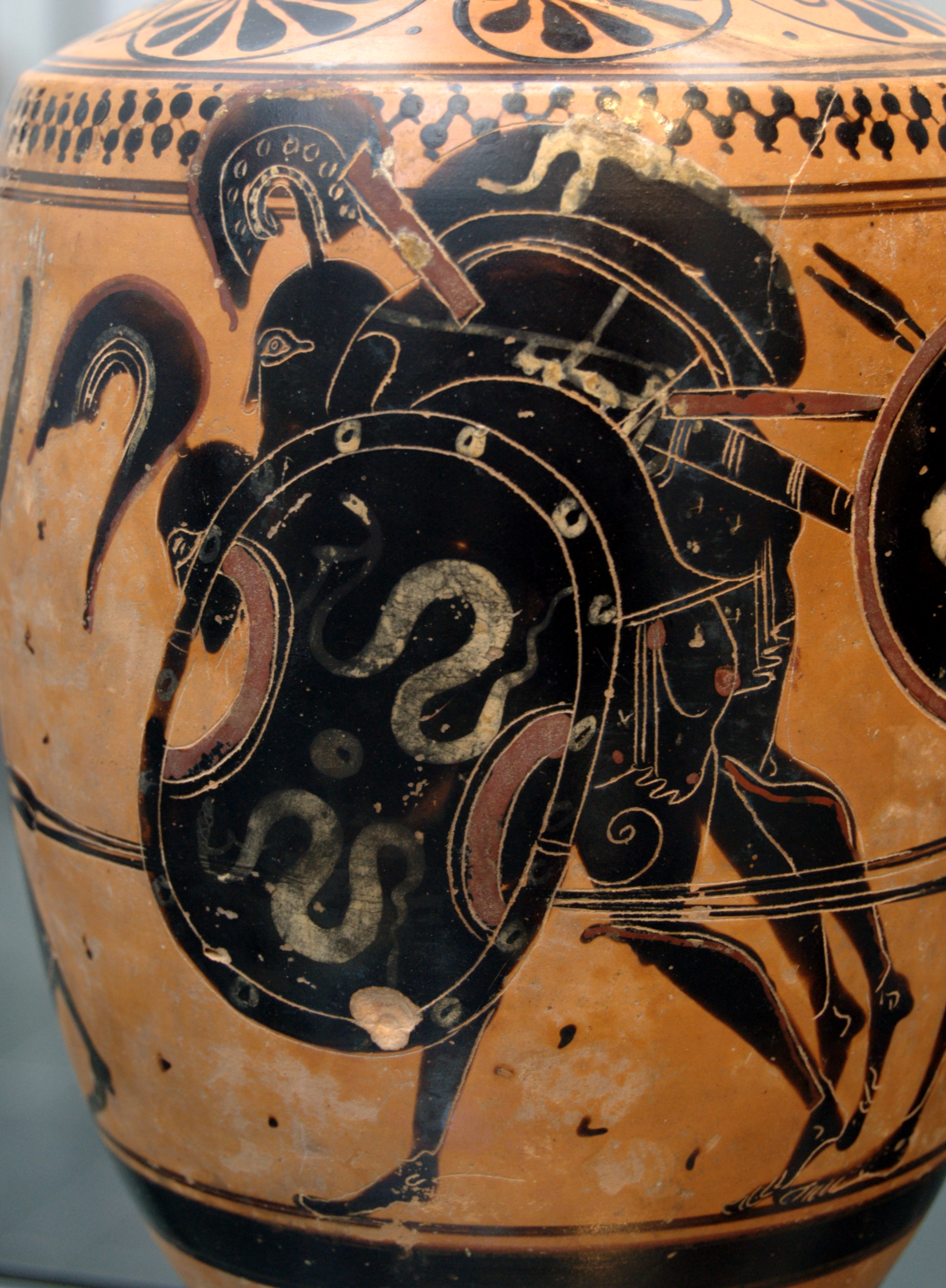
Ájax carrega o corpo de Aquiles
lécito ático da Sicília, c., Coleções Estatais de Antiguidades, Munique

Com a morte de Pátroclo, o companheiro mais próximo de Aquiles passou a ser o filho de Nestor, Antíloco. Quando Mêmnon, rei da Etiópia o matou, Aquiles novamente foi compelido a voltar ao campo de batalha, em busca de vingança. O combate entre Aquiles e Mêmnon, motivado pela morte de Antíloco, apresentou ecos do ocorrido entre Aquiles e Heitor, pela morte de Pátroclo - com a exceção de que Mêmnon, ao contrário de Heitor, também era filho de uma deusa.
Diversos estudiosos homéricos argumentaram que o episódio teria inspirado diversos detalhes na descrição da morte de Pátroclo, na Ilíada, e a reação de Aquiles a ele. O episódio fazia parte então do Ciclo Épico, em especial da Aethopis ("Etiópica"), composta após a Ilíada, provavelmente no século VII a.C. A obra está perdida hoje em dia, e sobrevive apenas em fragmentos esparsos citados por autores posteriores.
Como havia sido previsto por Heitor, em seu último suspiro, Aquiles foi morto posteriormente por Páris, com uma flecha envenenada (no calcanhar, de acordo com a versão de Estácio). Em certas versões do mito, o próprio deus Apolo teria guiado a seta de Páris.
Ambas as versões negam posteriormente a Páris qualquer tipo de valor pelo feito, devido à concepção comum de que ele era um covarde, e não o homem que seu irmão Heitor era - e, consequentemente, Aquiles teria permanecido sem ser derrotado no campo de batalha. Seus ossos foram misturados aos de Pátroclo, e jogos fúnebres foram realizados em sua homenagem.
Aquiles também apareceu em outro épico perdido sobre a Guerra de Troia, de autoria de Arctino de Mileto, como tendo vivido ainda após a sua morte, na ilha de Leucas, na foz do rio Danúbio. Outra versão de sua morte narra que ele teria se apaixonado profundamente por uma das princesas de Troia, Polixena, e teria pedido sua mão a Príamo - que consentiu com a união, pressentindo que ela simbolizaria o fim da guerra e uma aliança com o maior guerreiro do mundo. Enquanto o rei organizava os preparativos para o matrimônio, no entanto, Páris - que teria de abandonar Helena se Aquiles se casasse com sua irmã, escondeu-se em arbustos próximos a Aquiles e o matou com uma flecha divina. Páris teria então sido morto por Filoctetes, com o arco e as flechas de Héracles.

#### O destino da armadura de Aquiles
A armadura de Aquiles foi alvo de uma disputa entre Odisseu e Ájax Telamônio; ambos competiram por ela através de discursos sobre quem seria o mais corajoso depois de Aquiles, feitos para os prisioneiros troianos - que, depois de debater o assunto, chegaram a um consenso e deram a vitória a Odisseu. Ájax, furioso, o amaldiçoou - o que lhe trouxe a ira da deusa Atena, que o enlouqueceu temporariamente de tristeza e angústia, e o levou a assassinar ovelhas acreditando serem seus companheiros. Ao despertar de sua fúria e perceber o que havia feito, Ájax cometeu suicídio. Odisseu eventualmente acabou presenteando a armadura a Neoptólemo, filho de Aquiles.
Uma relíquia que se alegava ser a lança com ponta de bronze de Aquiles foi preservada por séculos no templo de Atena, situado na acrópole de Fasélis (Phaselis), na Lícia, um porto situado no golfo Panfílio. A cidade foi visitada em 333 a.C. por Alexandre, o Grande, que costumava se ver como um "novo Aquiles" e levava a Ilíada consigo; seus biógrafos, no entanto, não mencionam a lança, que teria sem dúvida despertado seu interesse. A relíquia, no entanto, seguramente estava em exibição durante a vida de Pausânias no século II.

## Aquiles e Pátroclo
A relação de Aquiles com Pátroclo é um dos aspectos principais de seu mito. Sua natureza exata vem sendo alvo de debates e disputas, desde a Antiguidade até os dias de hoje. Na Ilíada eles parecem ser retratados de maneira geral como modelos de uma relação de philia profunda e legal; por isso, analistas e estudiosos de todas as épocas já interpretaram a relação sob o ponto de vista de suas próprias culturas, o que gerou uma ampla gama de opiniões a respeito. Na Atenas do século V a.C., por exemplo, cerca de quatro séculos após Homero, a relação era comumente interpretada como pederástica. Já leitores contemporâneos se dividem entre interpretar os dois heróis tanto como "camaradas de guerra" (hetaîros), entre os quais não existe qualquer tipo de relacionamento sexual, quanto como um casal homossexual.

## O culto a Aquiles na Antiguidade
Havia um culto heroico arcaico a Aquiles na Ilha Branca (Leuca), no mar Negro, na atual costa da Romênia e Ucrânia, onde um templo e um oráculo dedicado ao herói sobreviveu até o período romano.
No épico perdido Aithiopis, uma espécie de continuação da Ilíada atribuída a Arctino de Mileto, a mãe de Aquiles, Tétis, retorna para prestar-lhe homenagens e remover suas cinzas da pira funerária, e leva-as a Leuca, na foz do Danúbio. Lá, os aqueus ergueram um túmulo para ele, e celebraram jogos fúnebres.
A História Natural de Plínio, o Velho, menciona que o túmulo já não mais era visível (Insula Akchillis tumulo eius viri clara) na ilha consagrada a ele, localizada a cinquenta milhas romanas de Peuce, no delta do Danúbio. Pausânias foi informado que a ilha era coberta por florestas e repleta de animais, alguns selvagens, outros dóceis, e que na ilha também havia um templo de Aquiles, e sua estátua. Ruínas de um templo em forma de quadrado, com 30 metros em cada lado - possivelmente aquele dedicado a Aquiles - foram descobertas por um capitão Kritzikly, em 1823, porém não há atualmente qualquer tipo de trabalho arqueológico sendo feito na ilha.
Segundo Pompônio Mela, Aquiles estaria enterrado na ilha chamada de Aquileia (Achillea), entre o Borístenes e o Istro. Já para o geógrafo grego Dionísio Periegeta, da Bitínia, que viveu no tempo do imperador romano Domiciano, a ilha onde Aquiles está enterrado seria chamado de Leuca (em grego: Leuke, "branca") "porque os animais selvagens que lá vivem são brancos", e que lá residiriam as almas de Aquiles e de outros heróis, que vagavam sobre os vales desabitados do local; "era assim que Jove recompensava os homens que haviam se distinguido por suas virtudes, porque através da virtude alcançaram a honra eterna."
O Périplo de Ponto Euxino dá os seguintes detalhes:
Diz-se que a deusa Tétis criou esta ilha do mar, para seu filho Aquiles, que nela vive. Lá está seu templo e sua estátua, obras arcaicas. Esta ilha não é habitada, e cabras pastam sobre ela, não muitas, que as pessoas que por acaso ali chegam com seus navios sacrificam para Aquiles. Neste templo são depositados diversas oferendas sagradas, como vasos, anéis e pedras preciosas, oferecidas ao herói como forma de gratidão. Ainda podem ser lidas inscrições em grego e latim, nas quais Aquiles é louvado e celebrado. Algumas delas são dedicadas a Pátroclo, pois aqueles que procuram pelos favores de Aquiles, sempre rendem homenagem a ele ao mesmo tempo. Existem na ilha também incontáveis tipos de pássaros marinhos, que cuidam do templo de Aquiles. Todas as manhãs eles voam rumo ao mar, molham suas asas, e retornam ao templo para borrifá-lo com água; em seguida limpam a lareira do templo com suas asas. Outras pessoas ainda dizem que alguns homens vêm a esta ilha intencionalmente; trazem animais em seus navios, destinados a serem sacrificados. Alguns destes animais são efetivamente mortos, e outros são postos em liberdade na ilha, como forma de honrar a Aquiles. Outros ainda são impelidos à ilha por tempestades marítimas; como não trazem animais para serem sacrificados, devem consultars o oráculo do próprio Aquiles, e pedir permissão para escolher as vítimas do sacrifício dentre os animais que pastam livremente lá, e pagar por eles, em troca, um preço que considerem justo. Caso o oráculo lhes negue a permissão, pois existe de fato um oráculo lá, eles acrescentam algo ao preço oferecido anteriormente; e se o oráculo recusar novamente, devem acrescentar outra coisa, até que finalmente o oráculo concorde que o preço seja suficiente. A vítima, então, deixa de fugir, mas se oferece voluntariamente para ser aprisionada. Há também uma grande quantidade de prata na ilha, dedicada ao herói, como preço pelas vítimas do sacrifício. Para algumas das pessoas que vêm à ilha, Aquiles aparece em seus sonhos; para outras, aparece até mesmo durante a viagem marítima, se estiverem nas proximidades, chegando mesmo a instrui-las a respeito de em que parte da ilha podem ancorar melhor seus navios.
O culto heroico a Aquiles na ilha de Leuca foi muito difundido da Antiguidade, não somente nas vias marítimas do mar Pôntico, mas também em diversas cidades marítimas cujos interesses econômicos estavam ligados às riquezas do mar Negro.
Aquiles da ilha de Leuca era venerado como "Pontarca" (Pontarches), o soberano do Ponto, protetor dos navegantes e da navegação. Os marinheiros desviavam seus caminhos para oferecer-lhe sacrifícios. Diversas cidades portuárias comerciais dos mares dominados pelos gregos foram dedicadas a Aquiles de Leuca: Achilleion, na Messênia,Achilleios, na Lacônia, ou até mesmo, segundo alguns estudiosos, Aquileia e, no braço norte do delta do Danúbio, Quília ("Achileii").
Leuca tinha a reputação de ser um lugar de cura; Pausânias relata que a pítia délfica teria enviado um nobre de Crotona para se tratar de um ferimento no peito. Amiano Marcelino atribui a cura às águas (aquae) da ilha.

### O culto a Aquiles nos tempos modernos
Na região de Gasturos (Γαστούρι), a sul da cidade de Corfu, na Grécia, a imperatriz da Áustria, Isabel da Baviera, mais conhecida como Sissi, construiu em 1890 um palácio de verão, com Aquiles como seu tema central, um monumento ao romantismo platônico. O palácio, naturalmente, recebeu um nome em homenagem ao herói, Achilleion (Αχίλλειον). A estrutura elegante está repleta de pinturas e estátuas de Aquiles, tanto no salão principal quanto nos jardins luxuosos, que recriam cenas trágicas e heroicas da Guerra de Troia.

## Outros mitos sobre Aquiles

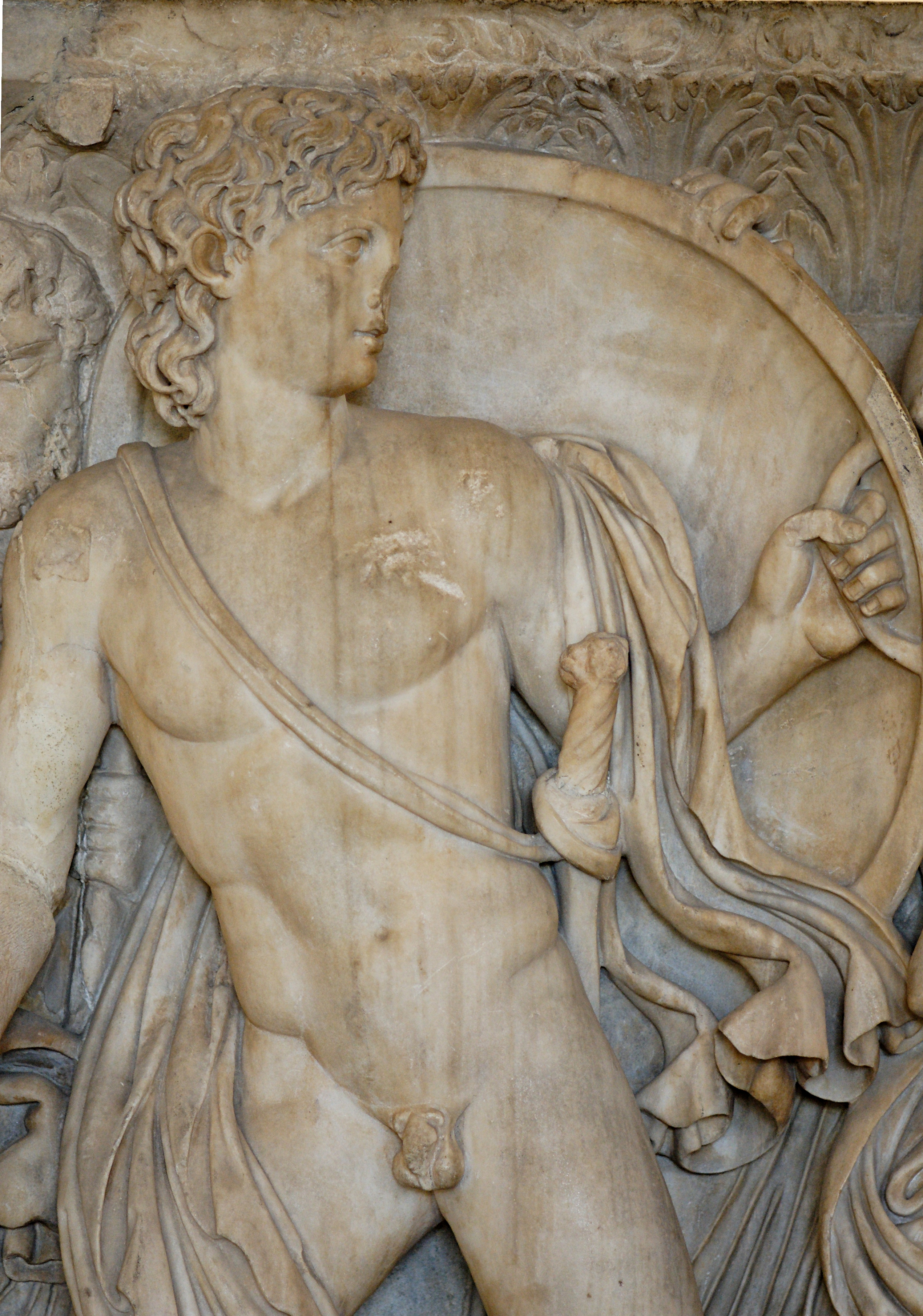
Aquiles na corte do rei Nicomedes
estátua em mármore,

No livro 11 da Odisseia o mesmo Odisseu viaja ao mundo inferior e lá conversa com as sombras, as almas dos mortos. Uma destas é Aquiles, que, quando saudado como sendo "abençoado na vida, abençoado na morte", responde que preferia ser um escravo sob o pior dos senhores do que um rei de todos os mortos. Aquiles então pergunta a Odisseu sobre os feitos de seu filho na Guerra de Troia, e quando aquele lhe descreve os atos heroicos de Neoptólemo, o herói se enche de satisfação - o que dá ao leitor um intrigante senso de ambiguidade na maneira com que Aquiles vê a vida heroica.
Aquiles foi venerado como deus marinho em muitas das colônias gregas do mar Negro, onde se localizada a semi-mítica "Ilha Branca" (Leuca) onde ele teria habitado, após sua morte, juntamente com diversos outros heróis.
Os reis do Epiro alegavam descendência de Aquiles através de seu filho, Neoptólemo. Alexandre, o Grande, filho da princesa epirota Olímpia, alegava por este mesmo motivo esta descendência - e em diversas maneiras tentou ser como o seu suposto ancestral, tendo até mesmo visitado seu túmulo ao passar por Troia.
Algumas versões de sua lenda dizem que teria se casado com Medeia, e que após a morte dos dois ambos teriam sido reunidos nos Campos Elísios do Hades - como Hera havia prometido a Tétis, na Argonáutica de Apolônio.

## Aquiles na tragédia grega
O dramaturgo trágico grego Ésquilo é autor de uma trilogia de peças sobre Aquiles, que receberam o nome de Achilleis por estudiosos modernos. Estas tragédias relatam os feitos de Aquiles durante a Guerra de Troia, incluindo a sua vitória sobre Heitor, e sua morte, quando uma flecha disparada por Páris e guiada por Apolo o atingiu no calcanhar. Alguns fragmentos desta obra foram juntados com outros fragmentos de obras do autor, formando uma peça moderna sobre o qual se trabalhou; a primeira parte da trilogia, Os Mirmidões, foca-se na relação entre Aquiles e o coro, que representa o exército aqueu, e tenta convencer o herói a pôr um fim à sua disputa com Agamemnon; apenas poucas linhas sobrevivem do trecho hoje em dia.
Outro dramaturgo autor de tragédias, Sófocles, também escreveu uma peça com Aquiles como personagem principal, Amantes de Aquiles, dos quais apenas alguns fragmentos sobrevivem.

## A cólera de Aquiles

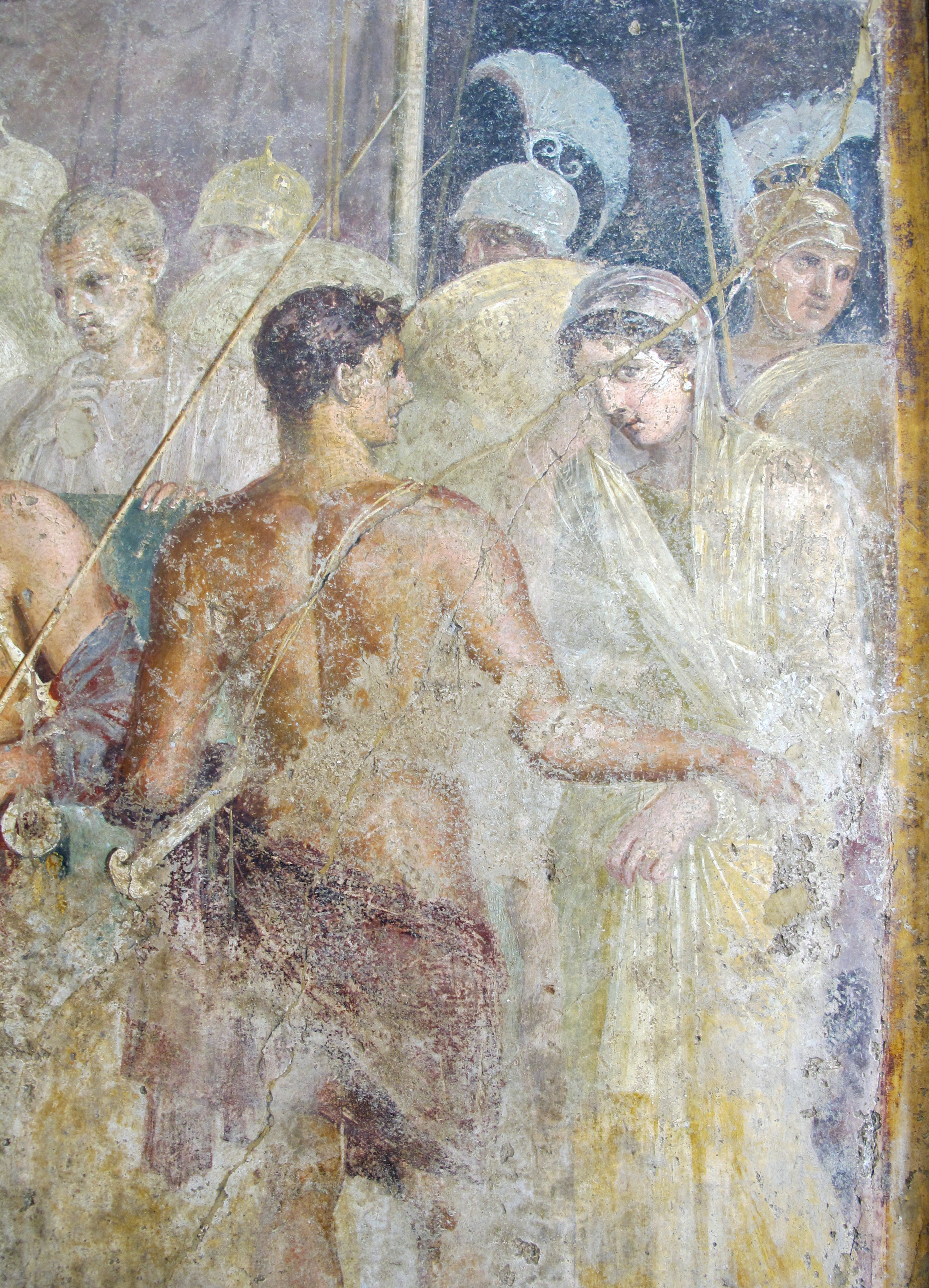
Aquiles obrigado a ceder Briseide a Agamenon
Afresco romano no Museu Arqueológico Nacional de Nápoles

No decurso do décimo ano de guerra, Aquiles e Agamemnon envolveram-se em grande disputa. Tudo isto porque, como Agamemnon se vira obrigado a libertar a filha do sacerdote, Criseida, exigiu como compensação a serva de Aquiles, Briseis. Injuriado e furioso, Aquiles decidiu abandonar a guerra e retirou-se para o seu acampamento, pondo assim em causa a possível vitória dos gregos. A história da cólera de Aquiles, em Troia, é o tema da Ilíada, a obra mais lida de toda a Antiguidade, que é responsável pela enorme notoriedade do herói grego.
A situação dos gregos não tardou a tornar-se aflitiva. Pátroclo, sem a autorização de Aquiles furta-lhe a armadura e vai para o campo de batalha onde acabou por encontrar a morte às mãos de Heitor, marido de Andrómaca, o mais valente dos filhos do rei Príamo (verdadeiro herói da Ilíada, subtendido por Homero). Enlouquecido de dor pela perda de seu amigo (e possível amante), Aquiles saltou sem armas para o campo de batalha produzindo um bramido demente que o exército troiano achou se tratar de um louco insano. A sua contenda com Agamemnon fora esquecida, pois agora Aquiles só pensava em vingar-se da morte de Pátroclo.
E é Heitor quem Aquiles persegue com seu ódio e é ele quem pretende sacrificar em homenagem a Pátroclo. Certo dia, ao acaso da guerra, Aquiles encontra-se com Heitor no campo de batalha derrotando-o num combate extenso e singular, matando-o somente após uma topada numa pedra a luz de um Sol escaldante (topada a qual desorientou todos os sentidos do guerreiro troiano). Depois, desrespeitando a ética dos rituais fúnebres dos vencidos em combate, prendeu o cadáver ao seu carro e deu a vergonhosa volta às muralhas de Troia, onde só largou o corpo ensanguentado e desfeito do honrado Heitor quando o já velho rei Príamo lhe veio suplicar indulgência.
A tradição pós-homérica acrescentou, ainda, outros feitos atribuídos a Aquiles. Entre estas, pode-se destacar a sua luta contra a rainha das amazonas, Pentesileia, que veio com as suas tropas em socorro dos troianos e perdeu a vida às suas mãos. No último momento, quando Aquiles viu o rosto da sua vítima inflamado por uma súbita e impossível paixão, chorou sobre o seu corpo.
Relata-se, igualmente, o seu encontro com Mémnon, filho da Aurora, que terminou com a morte do troiano, e foi uma fonte inesgotável de lágrimas para sua mãe.

## A morte de Aquiles
Apesar da valentia e dos feitos de Aquiles, a fatalidade não podia deixar de acontecer. A morte do grande herói da Antiguidade é apresentada em várias versões, porém a mais aceita relata que ele morreu ferido no calcanhar por uma flecha certeira, poderosa e assassina, atirada pelo príncipe Páris e guiada por Apolo. Páris, nesse ato, consegue vingar-se da morte de seu irmão Heitor e simultaneamente vingar a morte do filho do deus Apolo, Tenes.
Aquiles, após a morte, recebeu a justa recompensa por toda uma vida de feitos heroicos e de combates. Zeus, a pedido de Tétis, conduziu-o à ilha dos bem-aventurados, onde ele casou com uma heroína (cita-se Medeia, Ifigénia, Polixena, e mesmo Helena: da sua união com esta, teria nascido um filho alado, Euforião, que é identificado com a brisa da manhã).

## Genealogia

### Ascendência
A ascendência de Aquiles.

### Descendencia
Aquiles, segundo os Cantos Cípricos, tem como filho Neoptólemo